# Список членов-корреспондентов ВАСХНИЛ и РАСХН
Полный список учёных, являвшихся членами-корреспондентами ВАСХНИЛ и РАСХН. Всего 350 членкоров. 

## Члены-корреспондентыВАСХНИЛ, избранные в 1956—1991 годах
1. Абугалиев, Изтелеу Абугалиевич (1930—2004)
2. Авакян, Вячеслав Аршакович (1931—2010)
3. Авакянц, Сергей Петрович (1940—2012)
4. Агабейли, Агахан Алескер Оглы (1904—1980)
5. Азиев, Камиль Галиевич (1930—1999)
6. Алимухамедов, Султан Нурматович (1929—2019)
7. Алшинбаев, Мухтар Рахимович (1926—2013)
8. Альбенский, Анатолий Васильевич (1899—1984)
9. Антонюк, Виталий Степанович (1939—2002)
10. Анфиногентова, Анна Антоновна (род. 1938)
11. Архангельский, Николай Николаевич (1896—1984)
12. Афендулов, Константин Пантелеймонович (1921—1984)
13. Бабич, Анатолий Александрович (1936—2015)
14. Бабук, Владимир Борисович (1910—1978)
15. Бакулев, Леонид Серапионович (1938—1989)
16. Бельков, Григорий Иванович (род. 1937)
17. Берестецкий, Олег Александрович (1943—1986)
18. Бечюс, Пятрас Пятрович (1929—1995)
19. Бобров, Лев Гордеевич (1928—1998)
20. Богатырёв, Андрей Николаевич (род. 1935)
21. Бондаренко, Николай Васильевич (1918—1995)
22. Ботбаев, Ильяс Махмудович (1931—2014)
23. Бочкарёв, Яков Васильевич (1928—2003)
24. Будвитис, Антанас Йокубович (1928—1998)
25. Бузилов, Юрий Тарасович (1928—1984)
26. Букштынов, Алексей Данилович (1902—2000)
27. Булавас, Ионас Ионович (1904—1984)
28. Бурлака, Виктор Васильевич 1930—1975)
29. Бурлаков, Николай Михайлович (1906—1973)
30. Былов, Владимир Николаевич (1918—1996)
31. Вареница, Евгений Терентьевич (1912—2002)
32. Вернигор, Виктор Андреевич (1930—2006)
33. Витт, Владимир Оскарович (1889—1964)
34. Волков, Георгий Константинович (1929—2019)
35. Гатаулин, Ахияр Мугинович (1935—2015)
36. Георгиевский, Валерий Иванович (1925—2003)
37. Горшенин, Константин Павлович (1888—1981)
38. Горшков, Иосиф Степанович (1896—1965)
39. Григорьев, Николай Григорьевич (1930—2007)
40. Григорьев, Юрий Николаевич (1937—2010)
41. Гром-Мазничевский, Леонид Игнатьевич (1929—2012)
42. Дворников, Прокофий Игнатьевич (1905—1967)
43. Джалилов, Халил Мадярович (1911—2001)
44. Дженеев, Сергей Юрьевич (1930—2000)
45. Долгилевич, Марат Иосифович (1927—2007)
46. Домрачёв, Георгий Владимирович (1894—1957)
47. Доспехов, Борис Александрович (1927—1978)
48. Дружинин, Николай Ильич (1914—1994)
49. Елешев, Рахимжан Елешевич (1938—2021)
50. Елсуков, Михаил Петрович (1902—1965)
51. Емельянов, Алексей Степанович (1902—1976)
52. Зверева, Галина Владимировна (1917—2001)
53. Зинин, Тимофей Григорьевич (1912—1992)
54. Зинченко, Алексей Павлович (1937—2023)
55. Игловиков, Владилен Григорьевич (1933—1994)
56. Казанская, Людмила Николаевна (1932—1999)
57. Казарян, Сергей Гарникович (1929—2011)
58. Казимиров, Николай Иванович (1924—1995)
59. Карловский, Владислав Филиппович (1933—2010)
60. Карманов, Иван Иванович (1930—2013)
61. Каулс, Альберт Эрнестович (1938—2008)
62. Квасников, Василий Васильевич (1889—1965)
63. Клецкий, Лев Михайлович (1903—1989)
64. Климашевский, Эдуард Леонардович (1927—1991)
65. Книга, Моисей Иванович (1903—1994)
66. Ковальский, Виктор Владиславович (1899—1984)
67. Козловский, Василий Григорьевич (1913—1988)
68. Колесников, Венедикт Андреевич (1895—1978)
69. Кореньков, Василий Алексеевич (1907—1975)
70. Коряжнов, Евгений Васильевич (1928—1986)
71. Котов, Василий Тимофеевич (1899—1987)
72. Крамаров, Владимир Саввич (1906—1987)
73. Краснов, Валериан Семёнович (1901—1989)
74. Краснюк, Авксентий Алексеевич (1901—1963)
75. Красота, Владимир Филиппович (1916—2008)
76. Кузин, Василий Фёдорович (1931—2020)
77. Кузьменко, Михаил Васильевич (1915—1992)
78. Кулеско, Исаак Иосифович (1902—1980)
79. Курилов, Николай Васильевич (1918—1988)
80. Лазаускас, Юозас Викторе (1931—2010)
81. Лазовский, Виталий Васильевич (род. 1936)
82. Лесовой, Михаил Павлович (1925—2017)
83. Лукашев, Иван Иванович (1901—1970)
84. Лущихин, Михаил Николаевич (1905—1978)
85. Малиновский, Борис Николаевич (1933—2012)
86. Мамедов, Айдын Исрафил оглы (1941—2003)
87. Маннанов, Назирулла (1909—1981)
88. Маттис, Гельмут Яковлевич (1928—2004)
89. Машенков, Владимир Фёдорович (1929—1996)
90. Маят, Александр Сергеевич (1906—1971)
91. Мельник, Сергей Алексеевич (1898—1968)
92. Мельниченко, Андрей Николаевич (1904—1998)
93. Мику, Василий Ефимович (1938—2019)
94. Мовчан, Василий Архипович (1903—1964)
95. Моисеев, Михаил Ильич (1899—1983)
96. Молочников, Валерий Викторович (1936—2021)
97. Мошков, Борис Сергеевич (1904—1997)
98. Мусийко, Александр Самсонович (1903—1980)
99. Мустакимов, Рашид Галяутдинович (1924—1994)
100. Мустафаев, Халил Мамед оглы (1929—1997)
101. Мухамеджанов, Серик Мухамеджанович (1927—2015)
102. Мухамедов, Амин Мусумухамедович (1916—2000)
103. Мюйрсепп, Ильмар Яанович (род. 1931)
104. Назаров, Георгий Иванович (1903—1977)
105. Назиров, Набиджан Назирович (1931—1987)
106. Нерпин, Сергей Владимирович (1915—1992)
107. Нестеров, Валентин Григорьевич (1909—1977)
108. Нестеров, Яков Степанович (1915—2006)
109. Новиков, Юрий Фёдорович (1930—2002)
110. Новосёлов, Юрий Константинович (1928—2022)
111. Оболенский, Константин Петрович (1906—1976)
112. Озолин, Георгий Петрович (1918—1991)
113. Олдер, Хиндрек Мартинович (род. 1938)
114. Омельяненко, Андрей Авксентьевич (1931—1995)
115. Онуфриев, Владислав Петрович (1925—1998)
116. Орлов, Иван Васильевич (1899—1982)
117. Орузбаев, Асангалый Умурзакович (1930—2008)
118. Павлов, Василий Дмитриевич (1907—1960)
119. Пересыпкин, Владимир Фёдорович (1914—2004)
120. Погосян, Сурен Амбарцумович (1908—1988)
121. Постников, Анатолий Васильевич (1933—2008)
122. Почерняев, Фёдор Кузьмич (1929—1987)
123. Прудов, Александр Иванович (1928—2006)
124. Пурвинскас, Ксаверас Антанович (1931—2019)
125. Пятницкий, Сергей Сергеевич (1905—1971)
126. Рагимов, Микаил Исмаил оглы (1930—2004)
127. Разумов, Виктор Иванович (1902—1981)
128. Рашидов, Насыр Рашидович (1936—2002)
129. Ривжа, Байба Арвидовна (род. 1949)
130. Родина, Нина Андреевна (1932—2011)
131. Романенко, Илья Никанорович (1909—1982)
132. Рочев, Пётр Андреевич (1913—1991)
133. Рубин, Борис Анисимович (1900—1978)
134. Рыжов, Сергей Николаевич (1903—1981)
135. Сайко, Виктор Фёдорович (род. 1936)
136. Самерсов, Вилор Фридманович (1937—1999)
137. Самсонов, Владимир Павлович (1928—2017)
138. Сангинов, Бобо Сангинович (1925—2017)
139. Саришвили, Иван Фаустович (1912—1977)
140. Сафонов, Георгий Анатольевич (1933—2020)
141. Сидоров, Михаил Иванович (1914—1997)
142. Сизов, Иван Александрович (1900—1968)
143. Силин, Алексей Дмитриевич (1937—1994)
144. Симон, Модест Остапович (1906—1976)
145. Скачков, Игорь Александрович (1914—1974)
146. Смирнов, Николай Иванович (1904—1974)
147. Смурыгин, Митрофан Андреевич (1919—1992)
148. Сницарь, Анатолий Иванович (1936—2013)
149. Собко, Александр Алексеевич (1921—2017)
150. Собко, Анатолий Иванович (1931—1997)
151. Соколов, Николай Сергеевич (1897—1963)
152. Солдатов, Анатолий Петрович (1927—2002)
153. Соломаха, Алексей Иванович (1937—1993)
154. Соскиев, Алан Бекмарзаевич (1925—2008)
155. Сочнев, Василий Васильевич (род. 1935)
156. Стародубцев, Василий Александрович (1931—2011)
157. Сторожук, Александр Алексеевич (1924—1987)
158. Студенецкий, Сергей Александрович (1928—2005)
159. Студенцов, Андрей Петрович (1903—1967)
160. Субботович, Анатолий Степанович (1916—2002)
161. Сулейменов, Мехлис Касымович (1939—2024)
162. Терентьев, Юрий Васильевич (1939—2011)
163. Тихоненко, Томас Иосифович (1926—2014)
164. Томмэ, Михаил Фёдорович (1896—1977)
165. Трутнев, Алексей Григорьевич (1898—1974)
166. Трушечкин, Василий Григорьевич (1923—2012)
167. Тулупников, Александр Иванович (1908—1988)
168. Тюльдюков, Владимир Алексеевич (1938—2001)
169. Усков, Игорь Борисович (род. 1928)
170. Устинников, Борис Алексеевич (1928—2000)
171. Фатеев, Ефим Михайлович (1890—1965)
172. Фёдоров, Михаил Васильевич (1898—1961)
173. Филев, Дмитрий Сидорович (1903—1994)
174. Филиппов, Виктор Васильевич (1938—1994)
175. Хаджибаев, Абдурахим Газиевич (1934—2003)
176. Халлик, Освальд Густавович (1906—1964)
177. Хамраев, Наджим Рахимович (1933—2016)
178. Хачатрян, Хорен Арменакович (1923—1977)
179. Хлебутин, Евгений Борисович (1925—2008)
180. Цалитис, Андрей Андреевич (1933—2012)
181. Цамутали, Александр Сергеевич (1928—2005)
182. Царевский, Алексей Михайлович (1905—1969)
183. Чамуха, Михаил Дмитриевич (19018—2009)
184. Черкащенко, Иван Иванович (1929—1995)
185. Чернышёв, Георгий Дмитриевич (1923—1999)
186. Чижикова, Тамара Викторовна (1937—2021)
187. Чкаников, Дмитрий Иванович (1930—1996)
188. Шамсутдинов, Зебри Шамсутдинович (род. 1931)
189. Шарецкий, Семён Георгиевич (род. 1936)
190. Шевченко, Анатолий Михайлович (род. 1939)
191. Шепа, Василий Васильевич (1931—2011)
192. Ширинов, Нариман Микаил оглы (1929—2006)
193. Шмелёв, Гелий Иванович (1927—2004)
194. Штепа, Борис Григорьевич (1922—1999)
195. Шхвацабая, Георгий Яковлевич (1904—1993)
196. Щербиновский, Николай Сергеевич (1891—1964)
197. Эйснер, Фёдор Фёдорович (1916—1986)
198. Юрчишин, Владимир Васильевич (1925—2017)
199. Янишевский, Николай Андреевич (1891—1966)

## Члены-корреспондентыРАСХН, избранные в 1992—2012 годах
1. Абонеев, Василий Васильевич (род. 1949)
2. Авилов, Вячеслав Михайлович (род. 1940)
3. Алабушев, Андрей Васильевич (1955—2020)
4. Алтунин, Валерий Степанович (1939—1998)
5. Альт, Виктор Валентинович (род. 1946)
6. Андреев, Николай Руфеевич (род. 1940)
7. Андреев, Пётр Андреевич (1932—2016)
8. Анненков, Борис Глебович (1952—2015)
9. Антипов, Валерий Александрович (1946—2016)
10. Артёмов, Иван Владимирович (1933—2013)
11. Артюшин, Анатолий Алексеевич (1938—2021)
12. Афанасенко, Ольга Сильвестровна (род. 1948)
13. Багиров, Вугар Алинияз оглы (род. 1968)
14. Багров, Алексей Михайлович (род. 1946)
15. Байбеков, Равиль Файзрахманович (род. 1954)
16. Баталова, Галина Аркадьевна (род. 1959)
17. Беляк, Виктор Борисович (род. 1946)
18. Большаков, Олег Васильевич (1939—2022)
19. Бондаренко, Людмила Васильевна (род. 1940)
20. Бородычев, Виктор Владимирович (1950—2021)
21. Буробкин, Иван Никифорович (1936—2009)
22. Буров, Владимир Николаевич (1931—2013)
23. Варламов, Анатолий Александрович (1947—2021)
24. Василенко, Вячеслав Николаевич (род. 1951)
25. Васильчук, Николай Сергеевич (1947—2011)
26. Васютин, Александр Сергеевич (1952—2016)
27. Виноградов, Валерий Николаевич (род. 1954)
28. Вишняков, Иван Фёдорович (1939—2000)
29. Владимиров, Валентин Лаврович (1930—2006)
30. Власенко, Наталия Григорьевна (1955—2023)
31. Володин, Виктор Митрофанович (1939—2000)
32. Вражнов, Александр Васильевич (род. 1939)
33. Глуховцева, Нина Ивановна (1938—1996)
34. Гончаров, Николай Петрович (род. 1959)
35. Гончарова, Антонина Васильевна (род. 1936)
36. Горбачёв, Иван Васильевич (1947—2018)
37. Грабовец, Анатолий Иванович (1939—2023)
38. Гусев, Анатолий Алексеевич (род. 1947)
39. Гусманов, Узбек Гусманович (1935—2016)
40. Гущин, Виктор Владимирович (род. 1938)
41. Девришов, Давуд Абдулсемедович (род. 1952)
42. Джавадов, Эдуард Джавадович (род. 1959)
43. Джамбулатов, Магомед Мамаевич (1925—2009)
44. Дидманидзе, Отари Назирович (род. 1954)
45. Долгушкин, Николай Кузьмич (род. 1949)
46. Домрачёв, Виктор Андрианович (1935—2017)
47. Дороговцев, Анатолий Павлович (1937—2017)
48. Дорожкин, Василий Иванович (1955—2023)
49. Егоров, Евгений Алексеевич (род. 1955)
50. Еськов, Анатолий Иванович (род. 1941)
51. Завалин, Алексей Анатольевич (род. 1952)
52. Заверюха, Александр Харлампиевич (1940—2015)
53. Завриев, Сергей Кириакович (род. 1949)
54. Задорин, Александр Дмитриевич (1935—2012)
55. Закшевский, Василий Георгиевич (род. 1965)
56. Захаренко, Андрей Владимирович (1959—2011)
57. Иванов, Аркадий Васильевич (род. 1950)
58. Иванов, Дмитрий Анатольевич (род. 1956)
59. Иванов, Юрий Анатольевич (род. 1962)
60. Инишева, Лидия Ивановна (род. 1947)
61. Кабанов, Виктор Данилович (1931—2024)
62. Кайшев, Владимир Григорьевич (род. 1954)
63. Калюк, Геннадий Николаевич (1951—2002)
64. Каракотов, Салис Добаевич (род. 1953)
65. Клименко, Александр Иванович (род. 1957)
66. Ключкин, Виталий Владимирович (1929—2013)
67. Коломейченко, Виктор Васильевич (1936—2019)
68. Комаров, Владимир Иванович (1930—2004)
69. Кононов, Олег Дмитриевич (род. 1942)
70. Корниенко, Анатолий Васильевич (род. 1940)
71. Коробейников, Михаил Антонович (род. 1941)
72. Коршунов, Александр Васильевич (род. 1938)
73. Косолапов, Владимир Михайлович (род. 1957)
74. Кочетов, Валерий Сергеевич (род. 1947)
75. Кочетов, Иван Степанович (1942—2000)
76. Кочиш, Иван Иванович (род. 1951)
77. Кузьмичёв, Евгений Павлович (род. 1953)
78. Лайшев, Касим Анверович (род. 1957)
79. Ларионов, Сергей Васильевич (род. 1949)
80. Левахин, Владимир Иванович (1947—2016)
81. Лимонов, Генрих Евсеевич (1933—2011)
82. Лойко, Пётр Фёдорович (1939—2023)
83. Ломачинский, Вячеслав Алексеевич (1937—2010)
84. Лысенко, Евгений Григорьевич (1938—2020)
85. Мазитов, Назиб Каюмович (род. 1940)
86. Медведев, Анатолий Михайлович (1937—2024)
87. Миндрин, Алексей Семёнович (род. 1947)
88. Михайлов, Николай Григорьевич (1938—2009)
89. Мотовилов, Константин Яковлевич (род. 1940)
90. Неумывакин, Юрий Кириллович (1932—2009)
91. Никонова, Галина Николаевна (род. 1952)
92. Новосёлов, Юрий Анатольевич (род. 1934)
93. Овчинников, Алексей Семёнович (род. 1950)
94. Огарков, Анатолий Прокопьевич (1939—2021)
95. Ольгаренко, Владимир Иванович (род. 1937)
96. Павленко, Виктор Павлович (1937—2001)
97. Папцов, Андрей Геннадьевич (род. 1958)
98. Петров, Андрей Николаевич (род. 1954)
99. Пожилов, Владимир Иванович (1942—2001)
100. Помытко, Владимир Николаевич (1925—2005)
101. Римарева, Любовь Вячеславовна (род. 1950)
102. Родин, Аркадий Захарович (1930—2007)
103. Рожков, Вячеслав Александрович (1939—2022)
104. Рубцов, Михаил Владимирович (1937—2015)
105. Рулёв, Александр Сергеевич (1954—2023)
106. Рутц, Рейнгольд Иванович (1936—2025)
107. Рындин, Алексей Владимирович (род. 1964)
108. Савченко, Евгений Степанович (род. 1950)
109. Санжарова, Наталья Ивановна (род. 1950)
110. Сафонов, Владимир Георгиевич (1935—2014)
111. Северный, Альберт Эдуардович (1935—2014)
112. Северов, Владимир Иванович (1938—2004)
113. Семёнов, Александр Андреевич (1936—2005)
114. Сергеев, Валерий Николаевич (род. 1940)
115. Сёмин, Александр Николаевич (род. 1955)
116. Синеговская, Валентина Тимофеевна (род. 1952)
117. Сисягин, Павел Николаевич (1947—2025)
118. Сметник, Анатолий Иванович (1937—2004)
119. Стекольников, Анатолий Александрович (род. 1956)
120. Таранов, Михаил Алексеевич (род. 1952)
121. Трафимов, Александр Григорьевич (1953—2020)
122. Третьяков, Николай Николаевич (1930—2017)
123. Трухачёв, Владимир Иванович (род. 1955)
124. Тужилкин, Вячеслав Иванович (род. 1939)
125. Турусов, Виктор Иванович (род. 1957)
126. Тучемский, Лев Ипполитович (1942—2023)
127. Тяпугин, Евгений Александрович (род. 1956)
128. Унгенфухт, Владимир Фёдорович (1935—1997)
129. Успенский, Александр Витальевич (род. 1943)
130. Утков, Юрий Андреевич (род. 1936)
131. Федоренко, Вячеслав Филиппович (род. 1951)
132. Фёдоров, Юрий Николаевич (род. 1942)
133. Царенко, Вера Петровна (1940—2022)
134. Цой, Юрий Алексеевич (1941—2024)
135. Цугленок, Николай Васильевич (род. 1946)
136. Чепурин, Геннадий Ефимович (1936—2020)
137. Черкасов, Григорий Николаевич (1948—2017)
138. Черников, Виктор Григорьевич (род. 1935)
139. Чернушенко, Владимир Константинович (1940—2024)
140. Чмыр, Андрей Фёдорович (1937—2013)
141. Шабаев, Анатолий Иванович (1938—2017)
142. Шаззо, Рамазан Измаилович (1943—2018)
143. Шарипов, Салимзян Ахтямович (род. 1945)
144. Шахов, Алексей Гаврилович (род. 1938)
145. Шелепа, Алексей Семёнович (1940—2014)
146. Шелепов, Виктор Григорьевич (1956—2021)
147. Шеуджен, Асхад Хазретович (род. 1952)
148. Шпаков, Анатолий Свиридович (род. 1947)
149. Штыков, Валерий Иванович (род. 1941)
150. Шутов, Игорь Васильевич (1929—2025)
151. Яковлев, Александр Фёдорович (1935—2019)